# Љака (Месина)
Љака је насеље у Италији у округу Месина, региону Сицилија.
Према процени из 2011. у насељу је живело 1185 становника. Насеље се налази на надморској висини од 14 м.